# 博帕爾事件
博帕爾事件（英語：Bhopal disaster 或 Bhopal gas tragedy）是指一個在1984年12月2日至3日夜間發生於印度中央邦博帕爾的聯合碳化物印度有限公司（英語：Union Carbide India Limited）農藥廠的化學事故。在該事故中，工廠周圍有50萬餘居民暴露於足以致命的異氰酸甲酯之中。2008年，中央邦政府向事件中3,787名死難者的家屬，以及574,366名其他受害者的家屬進行賠償。2006年一份政府宣誓書稱，事故造成558,125人身體嚴重受損，其中包括38,478人暫時部分（英語：temporary partial）受傷，以及約3,900人受嚴重且永久致殘傷害。也有估計稱，兩週內有8,000人死亡，此後又有至少8,000人死於與洩漏氣體相關的疾病。該事故是迄今死亡人數最多的工業事故之一。
該農藥廠由聯合碳化物印度有限公司擁有，主要由美國聯合碳化物（UCC）控股，印度政府控制的銀行及印度公眾持有其49.1%的股份。在1989年，UCC支付4.7億美元（相當於2020年的8.71億美元）以平息相關的訴訟。而在1994年，UCC將UCIL的股份出售給永備工業印度有限公司（英語：Eveready Industries India Limited, EIIL），後者隨後併入麥克勞德·羅素印度有限公司（英語：McLeod Russel (India) Ltd）。1998年，永備公司的99年土地租賃到期，並將土地控制權移交給中央邦政府。災難發生17年後，陶氏化工於2001年收購了聯合碳化物公司。
1986年至2012年間，在美國針對UCC和事故發生時UCC首席執行官 Warren Anderson 提起的民事和刑事案件，多次被駁回（英語：dismissed）並導向位在印度的法院，因為美國該些案件的承審法院強調UCIL是一個屬於印度的獨立實體（英語：standalone entity）。民事和刑事案件在設於印度博帕爾的地方法院提起，該些案件涉及UCC、UCIL和 Warren Anderson。2010年6月，包括前UCIL主席 Keshub Mahindra 在內的7名1984年擔任UCIL僱員的印度公民在博帕爾被判犯有過失致死罪，每人被判處兩年監禁和約2000美元罰款，這是當時印度法律允許的最高程度的懲罰。判決不久後，全部被宣判有刑責者都被保釋。另有一位UCIL前僱員也被判有罪，但在司法程序進行過程中死亡。

## 背景
为解决粮食短缺问题，印度政府于1964年开展“绿色革命”，引进农药和化肥等物资。1969年，美国联合碳化物公司在博帕尔市設立了一间生产殺蟲劑的工厂。试产3年后，建成了一座5,000吨高效杀虫剂能力的大型农药厂聯合碳化物（印度）有限公司（UCIL）。
1979年，公司扩建了一座异氰酸甲酯工厂，用于生产甲萘威，商品名是Sevin。博帕尔的工厂用甲胺和光气反应生成异氰酸甲酯，然后再与1-萘酚反应生成最终产品：甲萘威。拜耳公司位于美国西弗吉尼亚Institude小镇的工厂也使用这一反应过程，该工厂曾经属于UCC。
工厂建成后，包括拜耳在内的其他生产商也可以不用异氰酸甲酯生产甲萘威，只是成本更高。UCIL 的生产过程与无异氰酸甲酯的合成路径原料相同，区别在于生产顺序。另一合成路径是，光气与萘酚反应生成氯甲酸酯，再与甲胺反应。二十世纪 80 年代初期，杀虫剂的需求下降，但是生产仍在继续，导致博帕尔的工厂积累了大量无用的异氰酸甲酯。
异氰酸甲酯為剧毒，曾被纳粹德国用于屠杀犹太人。因此，UCIL将异氰酸甲酯以液态形式储存在3个不锈钢制储气罐，重量达45吨。但是UCIL的生产安全出现重大问题。1982年，有报告称博帕尔工厂“一共61处危险”。1984年，工厂停工并大量裁员，惨案发生时，安全系统无一正常运转。

### 早期泄漏
1976年，两个当地贸易联盟投诉该工厂的污染。1981年，一位工人在维护工厂管道时意外被光气喷溅。他在恐慌中摘下毒气面具，吸入大量有毒的光气，导致72小时后死亡。发生这些事件后，记者拉杰库马尔·凯斯瓦尼（英語：Rajkumar Keswani）开始调查，并在博帕尔本地报纸《会议》（英語：Rapat）上发表调查结果，敦促民众：“快醒醒，博帕尔的人民，你们正在火山的边缘。”（英語：Wake up, people of Bhopal, you are on the edge of a volcano）
1982年，24名工人暴露在泄漏的光气中，随后全部住院。在此之前没有人要求他们穿戴防护设备。一个月后的1982年2月，18名工人被异氰酸甲酯泄漏波及。1982年8月，一位化学工程师接触了液化异氰酸甲酯，导致全身30%烧伤。1982年10月，异氰酸甲酯再次泄露。处置泄漏的过程中，异氰酸甲酯工厂的管理员受到严重化学烧伤，另有两名工人严重暴露在气体中。1983年到1984年间，工厂出现过异氰酸甲酯、光气、萘酚、甲胺和四氯化碳泄漏，有时多种物质一起泄漏。

## 经过

### 液化异氰酸甲酯储存罐
UCIL位于博帕尔的工厂拥有三座68,000升容量的地下液化异氰酸甲酯储存罐，代号为E610，E611和E619。在12月的泄漏事件之前，这些储存罐用于储存最近几个月产出的异氰酸甲酯。UCC的安全规范要求每个储存罐不能储存超过容量50%（即30吨）的液化异氰酸甲酯。每个储存罐都用惰性的氮气加压。气压保证液化异氰酸甲酯可以在需要时排出，并防止杂质和水进入罐体。
1984年10月末，储存罐E610无法保持有效的氮气气压，所以内部的液化异氰酸甲酯无法排出。出现该故障时，E610罐体内有42吨液化异氰酸甲酯。出现故障后不久，博帕尔工厂暂停生产异氰酸甲酯，以维护部分设施。维护内容包括关闭工厂的气体火炬系统，以修复被腐蚀的管线。尽管气体火炬仍然無法使用，甲萘威的生产流程依然在11月末重启，原料来自于另外两个仍然可用的储存罐。12月1日，工厂尝试对E610罐体加压，但是失败了，所以其中的42吨液化异氰酸甲酯依旧无法排出。

### 气体泄漏

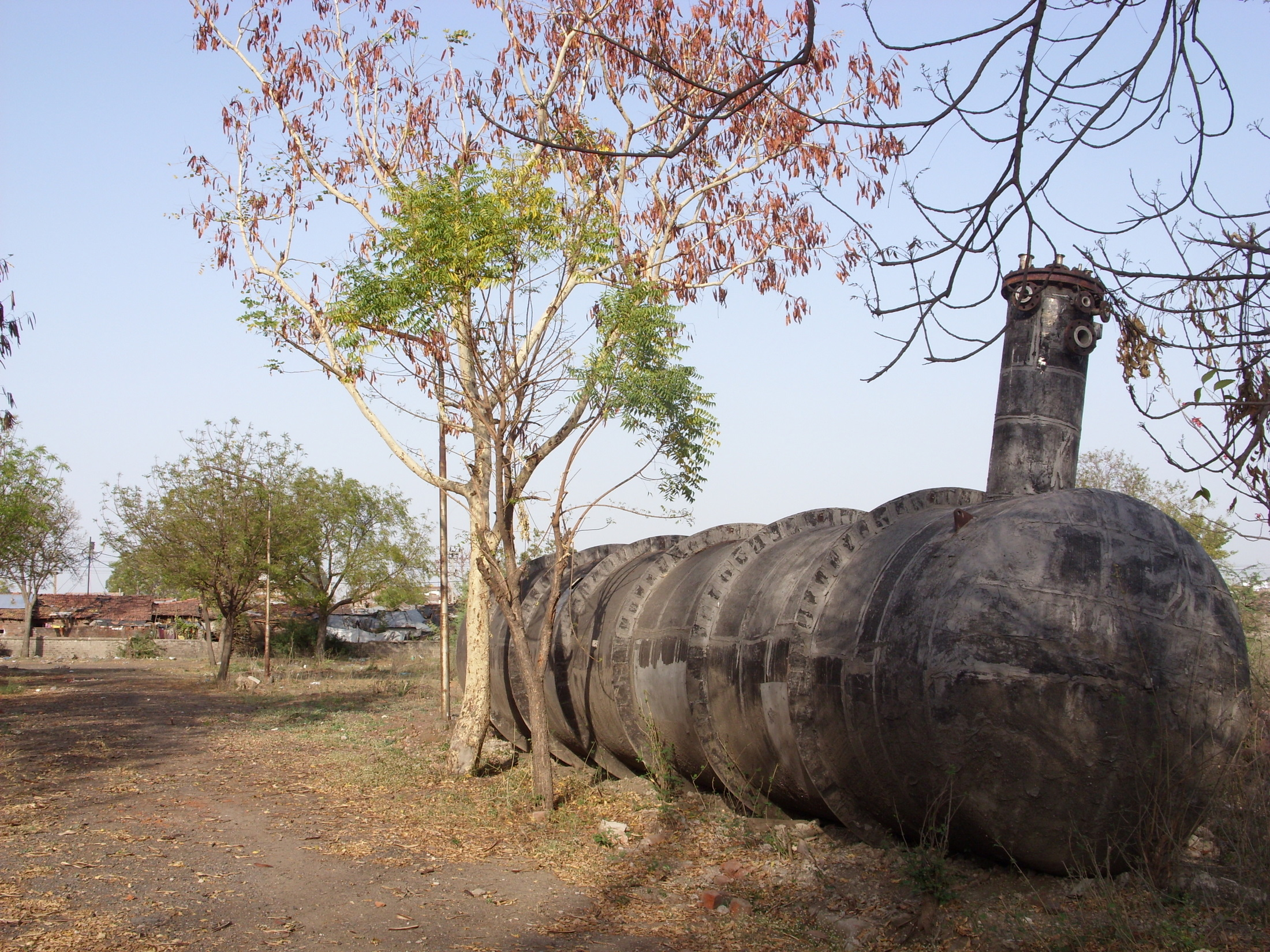
2010年的E610儲存槽。在工廠淨化期間，該儲槽被從地基上拆除並放置在旁側。

甲胺(1）與光氣(2)反應能夠生成異氰酸甲酯(3)，異氰酸甲酯(3)又與1-萘酚(4)反應生成甲萘威(5)。

1984年12月初，工厂内大多数与异氰酸甲酯相关的安全系统都不能正常运转，很多阀门和管线的状态不佳。更严重的是，多个气体洗净塔和用于清洁管道的蒸汽锅炉無法使用。1984年12月2日晚，在工厂试图清洗E610罐体的侧面管道时，可能有水进入罐体。罐内存有自10月末起储存在这里的42吨异氰酸甲酯。罐体进水引发放热反应并热失控。污染物、过高的环境温度和不防腐的铁管中腐蚀下来的铁导致反应加速。E610中的气压在晚上10:30处于正常的2psi，而晚上11:00就达到了10psi。两位精炼厂高级员工认为这只是仪表故障。到了晚上十一点半，异氰酸甲酯厂区的员工感觉到有少量异氰酸甲酯气体，于是开始寻找泄漏点。晚上11:45，有人发现一个泄漏点并上报到异氰酸甲酯厂区的值班主管。主管决定在凌晨0:15的茶歇后再处置此问题，并要求员工继续搜索其他泄漏点。异氰酸甲酯厂区的员工也在茶歇时探讨此问题。
凌晨0:45，即茶歇结束5分钟后，E610罐体以惊人的速度达到临界状态。罐内温度超出仪表量程，达到至少25摄氏度，而压力表显示气压有40psi（275.8千帕）。一位员工目睹紧急泄压阀被冲开，E610罐体上方的混凝土天花板开裂。即使有毒的异氰酸甲酯已经开始排入大气，罐内压力仍然增长到55psi（379.2千帕）。工厂应该阻止异氰酸甲酯排入大气，或者至少也要在排放前用三座安全设施做缓解处理，但这些设施在当时都存在异常、没有使用、能力不足或者无法操作：
- 用于冷却异氰酸酯罐体的制冷系统。该系统于1982年1月停止运行，其中的氟利昂也在1984年6月移除。储存系统的最初设计要求制冷系统工作，所以工厂也断开了本应在11摄氏度触发报警的高温报警装置。此后，罐体温度在15摄氏度到40摄氏度之间波动。[27]
- 气体火炬塔。此塔可以烧毁泄漏的异氰酸甲酯。当时，连接火炬塔的管道因为维护而卸下。另外，火炬塔的能力不足，不能处理E610这么大的罐体产生的气体。
- 气体洗净塔。此塔在事故发生前被停用并处于“待命”状态。塔内也没有足够的氢氧化钠和能源来清理如此大规模的泄漏。

在事故发生后的45分钟或者60分钟内，大约30吨异氰酸甲酯泄漏。两小时后增加到40吨。气体随风飘向东南方的博帕尔。
凌晨0:50，一位UCIL员工开启工厂的警报，此时工厂附近的气体浓度已经让人难以忍受。警报系统触发了两处警笛：一处在UCIL工厂内鸣响，另一处用于警示公众和博帕尔市区。工厂在1982年分离了这两套警笛系统，这样可以在保持场内警笛鸣响的同时关闭外部的警笛。事故发生时，工厂也是这样处置的。外部的警笛在凌晨0:50短暂鸣响后关闭，因为工厂不希望微小的泄漏触发公共警报。然而，此时员工正从UCIL的工厂撤离并向上风口转移。
大约在凌晨一点，博帕尔警察局的主管接到一位小镇巡查员的电话，称乔拉（英語：Chola，距离工厂大约两公里）附近的居民正在躲避气体泄漏。凌晨1:25和2:10，警察两次拨通UCIL工厂的电话，对方保证“一切正常”。最后一次通话中，对方说“警官，我们也不知道发生了什么”。由于UCIL和博帕尔政府部门沟通不畅，市区中的哈米迪亚医院（英語：Hamidia Hospital）最开始得到的消息是疑似氨气泄漏，又更正为光气泄漏。最后，他们收到的新报告是MIC泄漏（MIC是异氰酸甲酯的简称）。医院的员工没有听说过MIC这一名词，没有相关的解毒剂，也没有立即收到更多相关信息。
大约在凌晨两点，E610罐体泄漏的MIC逐渐耗尽。15分钟后，也是第一次警报被关闭后一个半小时，工厂的公众警报再次响起。警报发出几分钟后，一位UCIL员工进入警局控制室，第一次告诉警察有气体泄漏，并说“已堵住漏洞”。大部分暴露在MIC气体里的城镇居民对泄漏事件不知情。他们是在闻到气体时或者推开门围观骚动时才得知泄漏。没有人教导他们原地避难，或者在气体到达前撤离。

### 剧烈影响
泄漏气体的初步暴露反应是咳嗽、严重眼部刺激、窒息感、呼吸道灼伤、眼睑痉挛、呼吸困难、胃疼和呕吐。产生症状的群众试图逃离工厂所在的区域。相比汽车内的人，跑步逃离的人在喘气时会吸入更多气体。身高较矮的人，尤其是儿童，吸入的气体浓度更高。这是因为异氰酸甲酯气体的密度是空气的大约两倍，气体在开放环境中会靠向地面。
第二天早上，上千人去世。他们的主要死因是窒息、反射性循环衰竭和肺水肿。验尸发现他们不仅是肺部受到影响，而且还有脑水肿、肾小管坏死、肝脏脂肪变性和小肠炎。当地死胎率上升200%，周产期死亡率上升300%。免于死亡的人也受到癌症、失明、失业和财务困难的困扰。

### 气体云的成分
根据实验室模拟结果，除MIC以外，事故中的气体云很可能包含氯仿、二氯甲烷、氯化氢、甲胺、二甲胺、三甲胺和二氧化碳。这些物质来自于储存罐中的残留物，或者由MIC、氯仿和水的化学反应产生。气体云的物质大部分比空气密度大，所以紧贴地面并往东南方向扩散到居民区。化学反应的结果可能也包含液态或者固态的气溶胶。CSIR和UCC的调查中没有检测到氰化氢。

## 最初的风波
事故后不久，印度政府对外封锁工厂，包括UCC在内不得入内。政府没有公开数据，也让外界困惑。初步调查完全由科学与工业研究委员会（英語：Council of Scientific and Industrial Research, CSIR）和印度中央调查局执行。UCC的首席执行官、主席沃伦·安德森（英語：Warren Anderson）立即带领技术团队前往印度。到达后，安德森被软禁。印度政府敦促他限期24小时离境。UCC组织了物资、设备和一队国际医疗专家，帮助博帕尔当地医疗组织。UCC的技术团队同时开始研究气体泄漏的原因。
医疗体系很快被击穿。在受灾严重的区域，近70%的医生资质不足。医务人员对上千人死亡的事件准备不充分。医院和医生不知道如何治疗吸入MIC的症状。
当地出现大批下葬和火葬活动。12月4日，拉波社（英語：Rapho）的摄影师巴勃罗·巴塞缪（英語：Pablo Bartholemew）拍摄了名为《博帕尔气体灾难中的女孩》的标志性彩色照片。另一位摄影师拉古·莱（英語：Raghu Rai）也拍摄了黑白照片。葬礼中，两位摄影师没有询问父亲和孩子的身份，目前也没有亲属认领这些照片。因此，女孩的身份至今不明。后来，两张照片均成为了博帕尔灾难中受害人的象征。巴塞缪也因此赢得1984年世界新闻摄影奖。
几天内，附近的树叶纷纷脱落，人们也开始处理肿胀的动物尸体。170,000人在医院和临时医疗间里接受治疗。2,000头牛、羊和其他动物被埋葬。供应商出于安全考虑，减少了食物供给，导致食物不足。不能捕鱼的状况加剧了食物短缺。
12月16日，因为没有其他更安全方法来处理MIC，工厂重新启动并继续生产杀虫剂，以消耗611号和619号储存罐的库存。人们采取了预防措施，载有水的直升机不断在工厂上空盘旋。不过博帕尔还是执行了第二次大规模疏散。印度政府通过了《博帕尔气体泄漏灾害法》（英語：Bhopal Gas Leak Disaster Act），让政府有权在印度境内和境外代表所有受害者。谣言和缺少信息的抱怨广泛传播。印度政府发言人说，“碳化物公司更想从我们这里获取信息，而不是帮助我们缓解事故。”
有正式公告声称空气、水源、蔬菜和食物是安全的，但警告说不要吃鱼。至少200,000名儿童曾暴露在泄漏气体中。几周内，国家政府在污染区建造了一些医院、诊所和活动板房，以治疗受害者。S.拉维·拉詹（英語：S. Ravi Rajan，加州大学圣克鲁斯分校环境研究学教授）指出公司的行为本质上是由经济利益驱动的。他认为，UCC在过去的几十年里一直“在世界各地疏于环境保护”，认为责任“属于股东”，也属于当地和国际上的政治、经济力量。他称公司在博帕尔事故中的行为是“清除行动”，也就是把气体泄漏的责任与义务嫁接给别人。他认为这种反应是这些形如UCC的大型公司“既有的公司文化”产生的必然结果。UCC从泥潭中脱身后，博帕尔人民就会开始关注印度政府，而政府也没有准备好应对措施。政府尝试用短期和长期方案帮助受害者，均以失败告终，还“产生了生态位空缺......以受害者为代价。”
1984年12月7日，UCC主席和首席执行官安德森在博帕尔被中央邦警察逮捕。六个小时后，他以2100美元的保释金释放，被带进UCC的房子，然后乘坐政府包机离开。据称这是布政司指使的，而布政司在事故当天就从博帕尔飞往安拉阿巴德。1986年，安德森退休。

## 法律问题

### 和解

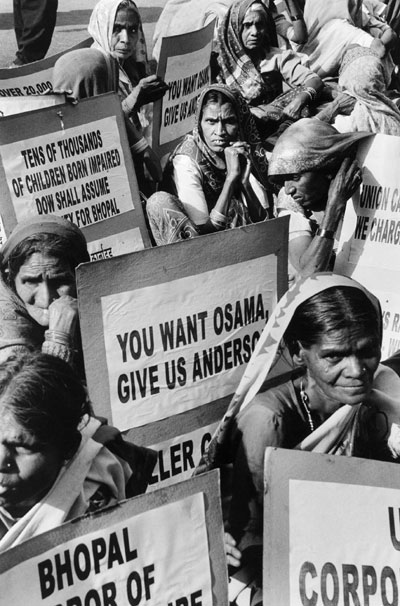
2006年9月，博帕爾災難受害者在遊行中要求從美國引渡沃伦·安德森。

事后，涉及UCC、美国政府、印度政府、博帕尔当地政府和受害者的法律程序迅速展开。1985年3月，印度政府通过《博帕尔气体泄漏灾害法》（英語：Bhopal Gas Leak Disaster Act），允许印度政府成为所有受害者的法定代表。这是法律程序的起点。最初，案件在美国联邦法院系统受理。1985年4月17日，联邦地区法院的法官约翰·F·基南（英語：John F. Keenan）在处理其中一案时建议“考虑到‘人的基本尊严’，联合碳化物公司应当提供500萬到1千萬美元，用于快速帮助伤员”，并提议通过国际红十字会快速分发资金。两天后，UCC提议支付500萬美元救济金，但是声称这不代表公司承认相关义务，并且要求这笔资金以后可以用于抵扣赔偿。印度政府拒绝了该提议。
1986年3月，UCC根据美国的原告律师建议，提出3.5亿美元的和解金额。据公司称，“以此创建基金，可以在20年内变为5到6亿美元，并提供给博帕尔受害者”。5月，地区法院判决将该案件从美国法院转移到印度法院。1987年1月，美国上诉法庭在驳回上诉时再次确认会转移案件，称UCIL是“独立实体，完全由印度境内的印度公民拥有、管理和运营”（英語：separate entity, owned, managed and operated exclusively by Indian citizens in India）。
1987年，印度政府传唤安德森、八名高管和两个子公司出席杀人罪的审判。UCC回应说公司不受印度管辖。印度政府拒绝UCC提出的赔偿金额，要求赔偿33亿美元。1988年11月，印度最高法院要求双方统一意见并“和好如初”（英語：start with a clean slate）。1989年2月，案件终于在庭外和解，UCC同意为博帕尔的损失支付4.7亿美元。公司很快就完成付款。

### 和解后
1990年以前，印度最高法院多次收到针对本次和解的上诉。1991年10月，最高法院判决维持4.7亿美元赔偿，并驳回所有申诉。法院要求印度政府“用和解金购买100,000人的团体保险，以保护未来出现症状的人”，并用保险支付和解金的不足部分。法院也请求UCC及其子公司UCIL“自愿”提供约1700万美元资助一家博帕尔的医院，专供受害者治疗。公司接受这一请求。
1991年，博帕尔当地政府以过失杀人罪起诉安德森，最高可判10年监禁。1992年2月1日，博帕尔首席法官判决安德森为逃犯，因为他作为被告没有出席审判。法院要求印度政府从美国引渡安德森。1993年10月，美国最高法院驳回针对下层法院的上诉，博帕尔灾难的受害者没能从美国法院获得赔偿。
1999年，依据《外国人不法行为请求权法》（英語：U.S. Alien Torts Claims Act, ATCA），美国受理了萨胡诉UCC和沃伦·安德森（英語：Sahu v. Union Carbide and Warren Anderson）一案的集体诉讼。通过ATCA可以向“侵犯人道的犯罪”寻求民事赔偿。原告寻求对人身伤害和医疗监护的补偿，并要求发布禁制令，让被告清理博帕尔工厂附近的饮用水源。2012年，起诉被驳回，随后上诉也被驳回。
2004年，印度最高法院要求印度政府把尚未使用的补偿金分发给受害者。2006年9月，博帕尔毒气受害者福利委员会（英語：Welfare Commission for Bhopal Gas Victims）宣布，所有赔偿请求和申诉均已“完成清算”。2006年，美国联邦第二巡回上诉法院在巴诺苏诉UCC案（英語：Bano v. Union Carbide Corporation）中维持原判，并驳回其他请求。这阻碍了原告的集体诉讼认证请求和财产补偿要求。UCC说，“这一判决支持了UCC长期以来的观点，终于在程序上和实质上解决了1999年哈西娜·毕（英語：Haseena Bi）和其他代表博帕尔居民的团体在集体诉讼中提出的问题。”
2010年7月，七名UCIL前员工被判处过失致人死亡罪。他们均为印度籍，很多人已超过70岁。他们包括凯舒布·马欣德拉（英語：Keshub Mahindra，UCIL非执行主席）、格哈莱（英語：V. P. Gokhale，董事总经理）、基肖尔·卡姆达（英語：Kishore Kamdar，副主席）、穆昆德（英語：J. Mukund，工厂厂长）、乔杜里（英語：S. P. Chowdhury，生产经理）、谢蒂（英語：K. V. Shetty，工厂主管）和库雷希（英語：S. I. Qureshi，生产助理）。他们均被判处2年有期徒刑，并处罚金100,000卢比（相当于2020年的190,000卢比或2,500美元）。他们也均在判决后不久获得保释。
2014年9月29日，前UCC首席执行官安德森在92岁高龄时去世。截止2014年，陶氏化工接手UCC后，也多次因为UCC在博帕尔的历史而被列为被告。

## 事故原因
关于本次灾难，主要有两种理论。争议在于，水是如何进入储存罐的。“企业疏忽”理论认为，灾难是由疏于维护且衰老的设施、安全规范的松懈和训练不足的员工共同造成。当工人不小心让水渗进MIC储存罐，而且缺少恰当的安全防线时，灾难就爆发了。事发时，工人在罐体400米外用水清洗堵塞的管道。工人说没人让他们用管道上的滑动隔离盲板来隔离储存罐。操作员认为，由于维护不当，阀门可能让水泄露进储存罐。事发后一年内，多方努力尝试也没能复现这种让水进入罐体的路径。
UCC提出的“工人破坏”理论认为，如果没有人蓄谋破坏，从物理角度来看水就不可能进入储存罐。大量证词和工程验证说明，事故原因是一位邪恶的员工通过侧面的一道空阀门，用水泵将水注入储存罐。1986年冬天，一位仪表管理员在接受问询时说，他在事故第二天上午受指示去检查罐体上的仪器，发现610号罐体的压力计失踪了。UCC认为，“心怀不满的员工”曾把水泵接到压力计连接口上，这才是真正的事故原因。该理论也认为，印度政府采取了很多行动来掩盖这种可能，从而把责任推给UCC。

## 影響

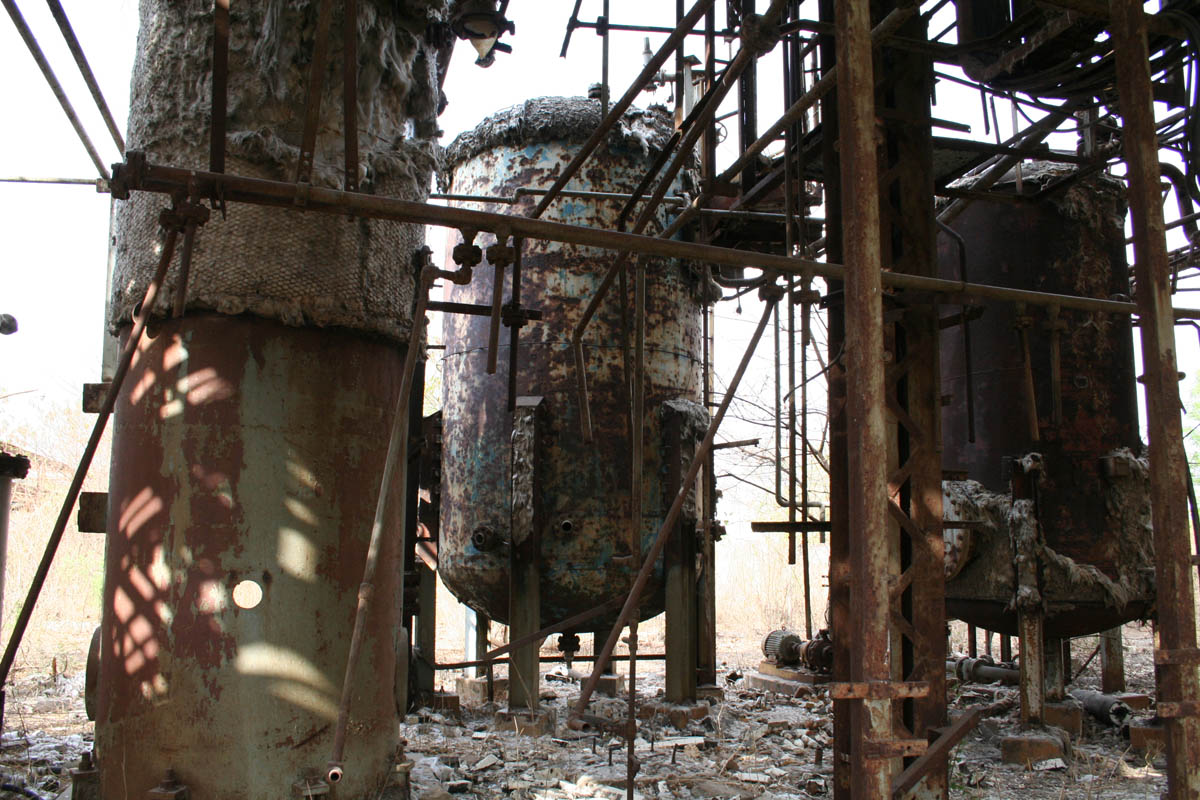
2008年，瓦斯外洩數十年後，MIC工廠的內部狀況逐漸惡化。

1985年，加州民主黨员亨利·韦克斯曼（英語：Henry Waxman）建议美国政府调查博帕尔惨案。后来美国因此立法，以防止有毒化学物质意外排放。由於這次大災難，世界各國化學集團改變了拒絕與社區通報的態度，亦加強了安全措施。
但亦因這事件引發鄰避效應，很多環保人士以及民眾，將化工廠視為嫌惡設施，都反對設於鄰近民居的地點。新化工廠的設置，常會引發民眾的抗爭。
而美國聯合碳化物集團，經過在美國和印度多番訴訟，亦因這次慘劇要向印度政府賠償4.7億美元，並要出售該集團持有的聯合碳化物（印度）有限公司50%股權，用以興建治療受影響居民的醫院和研究中心。不久，美國聯合碳化物集團被人狙擊，雖然狙擊失敗，但董事局仍將美國聯合碳化物分拆成若干公司，包括永備電池集團（Energizer）。而美國聯合碳化物集團在2001年2月，成為美國陶氏化工集團的全資附屬公司。

## 文化作品
2004年12月3日，事件的20週年，英國廣播公司播出訪問片段，一名聲稱陶氏化工的代表宣佈公司願意清理災難現場和賠償死傷者。播出後陶氏化工的股價在23分鐘內下跌4.2%，市值約20億美元。陶氏化工立即發表聲明指該名受訪者與公司毫無關係。BBC發出更正並播出道歉聲明。該名受訪者原來是惡作劇組織The Yes Men的成員。該組織於2002年曾冒認陶氏化工設立網站解釋博帕爾事件經過。2004年，BBC一名監製向假冒的網站發出電郵，邀請接受訪問，The Yes Men的成員欣然答允。該組織表示他們這樣做是為了向大眾展示企業如何能夠為事件作出補償，以及為事件爭取曝光，因為該次災難已漸被淡忘。
國家地理頻道災難調查節目《重返危機現場》第四季曾就該事件製作過一檔節目來探討其中的原因。

## 參閱
- 工程倫理

### 相關書目
- Broughton E. . Environmental Health. 10 May 2005, 4 (1): 6. PMC 1142333 . PMID 15882472. doi:10.1186/1476-069X-4-6 .
- . Union Carbide India Limited, Agricultural Products Division: Bhopal (1978)
- Cassels, J. . University of Toronto Press. 1993.
- Chouhan TR,  et al. . US and India: The Apex Press and Other India Press. 2004. ISBN 978-1-891843-30-3.
- Chouhan TR. . Journal of Loss Prevention in the Process Industries. 2005, 18 (4–6): 205–08. doi:10.1016/j.jlp.2005.07.025.
- Dhara VR, Gassert TH.  (PDF). Current Science. September 2005, 89 (6): 923–25. （原始内容 (PDF)存档于30 October 2008）.
- D'Silva, T. . Victoria, BC: Trafford. 2006  [2022-07-12]. ISBN 978-1-4120-8412-3. （原始内容存档于2023-12-07）. Review 的存檔，存档日期29 August 2008. Written by a retired former employee of UCC who was a member of the investigation committee. Includes several original documents including correspondence between UCIL and the Ministries of the Government of India.
- Eckerman I.  (PDF). 2001  [10 June 2010]. （原始内容存档 (PDF)于30 October 2012）. Essay for MPH. A short overview, 57 pages, 82 references.
- Eckerman I.  (PDF). Asian Pacific Newsletter on Occupational Health and Safety. 2006, 13 (2). （原始内容 (PDF)存档于16 July 2011）.
- Eckerman I. . Nriagu JO  (编).  1. Burlington: Elsevier. 2011: 302–16. ISBN 978-0-444-52272-6. doi:10.1016/B978-0-444-52272-6.00359-7.
- Eckerman I. . . Elsevier. 2013: 272–87. ISBN 978-0-12-409548-9. doi:10.1016/B978-0-12-409548-9.01903-5.
- Gassert TH, Dhara VR.  (PDF). Current Science. September 2005, 89 (6). （原始内容 (PDF)存档于30 October 2008）.
- Hanna B, Morehouse W, Sarangi S. . US: The Apex Press. 2005.[永久] ISBN 1-891843-32-X US, ISBN 81-85569-70-3 India. Reprinting and annotating landmark writing from across the years.
- Johnson S, Sahu R, Jadon N, Duca C. . New Delhi: Centre for Science and Environment. 2009. In: Down to Earth
- Kalelkar AS, Little AD.  (PDF). 1998. （原始内容 (PDF)存档于30 October 2008）. London: The Institution of Chemical Engineers Conference on Preventing Major Chemical Accidents
- Kovel J. . London: Zed Books. 2002  [2023-12-03]. ISBN 978-1-55266-255-7. （原始内容存档于2023-12-07）.
- Kulling P, Lorin H. . Stockholm: National Defence Research Institute. 1987. [In Swedish]
- Kurzman, D. (1987). A Killing Wind: Inside Union Carbide and the Bhopal Catastrophe. New York: McGraw-Hill.
- Labunska I, Stephenson A, Brigden K, Stringer R, Santillo D, Johnston PA.  (PDF). 1999. （原始内容 (PDF)存档于30 October 2008）. Greenpeace Research Laboratories, Department of Biological Sciences, University of Exeter, Exeter UK
- Lepowski W. . Chemical and Engineering News. 19 December 1994.
- . New York: Union Carbide Corporation. 1976.
- . Union Carbide India Limited, Agricultural Products Division (1979).
- Ranjan N, Sarangi S, Padmanabhan VT, Holleran S, Ramakrishnan R, Varma DR. . JAMA. 2003, 290 (14): 1856–57. PMID 14532313. doi:10.1001/jama.290.14.1856.
- Sriramachari S.  (PDF). Current Science. 2004, 86: 905–20. （原始内容 (PDF)存档于30 October 2008）.
- Stringer R, Labunska I, Brigden K, Santillo D.  (PDF). Greenpeace Research Laboratories. 2003  [6 July 2008]. （原始内容 (PDF)存档于27 November 2009）.
- Shrishti. . Delhi: The Other Media. 2002.
- Varadarajan S,  et al.  (PDF). New Delhi: Indian Council of Scientific and Industrial Research. 1985  [16 December 2014]. （原始内容存档 (PDF)于23 December 2014）.
- Weir D. . San Francisco: Sierra Club Books. 1987. ISBN 978-0-87156-718-5.
- Lapierre D, Moro J. . Hachette Digital, Inc. 2009. ISBN 978-0446561242.
- .   [20 February 2020]. （原始内容存档于24 December 2014）.
- See also http://www.pressreader.com/india/hindustan-times-st-indore/20160721/281603829819042 的存檔，存档日期15 September 2016.